# Micropsectra tusimalemea
Micropsectra tusimalemea е насекомо от разред Двукрили (Diptera), семейство Хирономидни (Chironomidae).